# باشگاه فوتبال کشاورز آلنی
باشگاه فوتبال کشاورز آلنی یک باشگاه فوتبال ایرانی است که در روستای آلنی شهرستان مشگین شهر واقع شده‌است. این تیم در رقابت‌های جام حذفی فوتبال ایران ۹۶–۱۳۹۵ حضور داشت.
همچنین این تیم در رقابتهای لیگ استانی در فصل ۱۶–۲۰۱۵ به مقام سوم رسید.